# 1994 그룹
1994 그룹(1994 Group)은 '붉은 벽돌 클럽'으로도 불리는 영국의 연구 중심 대학 22 개교로 구성된 단체이다. 1994 그룹의 회원 학교는 학생 수가 적고, 인구가 적은 도시에 주로 설립되어 있으며 문과 학부가 강한 편이 특징이다. 2004년부터 9년에 걸쳐 총 11개의 학교가 그룹에서 이탈하는 과정을 거쳤고, 2013년 공식적으로 해체되었다.

## 소속 대학
1994 그룹 소속 대학 목록 (알파벳 순서)
| 사진 | 대학명                                                                                             | 주소지         | 학생수 | 설립년도 |
| ---- | -------------------------------------------------------------------------------------------------- | -------------- | ------ | -------- |
|      | 바스 대학교 University of Bath, 2012년 탈퇴                                                        | 바스           | 14,795 | 1966년   |
|      | 버크벡 (런던 대학교) Birkbeck                                                                      | 런던           | 19,020 | 1823년   |
|      | 더럼 대학교 Durham University, 2012년 탈퇴                                                         | 더럼           | 17,320 | 1832년   |
|      | 이스트 앵글리아 대학교 University of East Anglia                                                   | 노리치         | 19,585 | 1963년   |
|      | 에식스 대학교 University of Essex                                                                  | 콜체스터       | 11,690 | 1964년   |
|      | 엑서터 대학교 University of Exeter, 2012년 탈퇴                                                    | 엑서터         | 14,630 | 1855년   |
|      | 골드스미스 (런던 대학교) Goldsmiths                                                                | 런던           | 7,615  | 1891년   |
|      | 교육연구대학원 Institute of Education                                                              | 런던           | 7,215  | 1902년   |
|      | 랭커스터 대학교 Lancaster University                                                               | 랭커스터       | 17,615 | 1964년   |
|      | 레스터 대학교 University of Leicester                                                              | 레스터         | 16,160 | 1921년   |
|      | 런던 정치경제대학교 London School of Economics, 2006년 탈퇴                                        | 런던           | 8,810  | 1895년   |
|      | 러프버러 대학교 Loughborough University                                                            | 러프버러       | 17,825 | 1909년   |
|      | 맨체스터 과학기술 대학교 University of Manchester Institute of Science and Technology, 2004년 탈퇴 | 맨체스터       | 6,500  | 1824년   |
|      | 퀸 메리 (런던 대학교) Queen Mary, 2012년 탈퇴                                                      | 런던           | 11,625 | 1885년   |
|      | 레딩 대학교 University of Reading, 2013년 탈퇴                                                     | 레딩           | 14,090 | 1892년   |
|      | 로열 할러웨이 (런던 대학교) Royal Holloway                                                         | 런던           | 7,620  | 1849년   |
|      | 동양 아프리카 연구 학원 School of Oriental and African Studies                                     | 런던           | 4,525  | 1916년   |
|      | 세인트앤드루스 대학교 University of St Andrews, 2012년 탈퇴                                        | 세인트앤드루스 | 6,808  | 1410년   |
|      | 서리 대학교 University of Surrey, 2012년 탈퇴                                                      | 서리           | 15,935 | 1891년   |
|      | 서식스 대학교 University of Sussex                                                                 | 팔머           | 12,415 | 1961년   |
|      | 워릭 대학교 University of warick, 2008년 탈퇴                                                      | 코번트리       | 16,734 | 1965년   |
|      | 요크 대학교 University of York, 2012년 탈퇴                                                        | 요크           | 12,625 | 1963년   |

## 같이 보기
- 영국의 대학 목록
- 레드브릭
- 미국 대학 협회
- 그룹 오브 에이트 (오스트레일리아의 대학교)
- U15 캐나다 연구 대학 그룹
- 우니베르시타스 21